# Хью I ле Диспенсер
Хью ле Диспенсер (англ. Hugh le Despenser; умер 23 февраля/30 мая 1238) — английский аристократ, богатый землевладелец в Восточном Мидлендсе, главный шериф Беркшира.

## Биография
Хью ле Диспенсер происходил из знатного англо-нормандского рода. Его предки прибыли в Англию во времена нормандского завоевания и постепенно стали обладателями ряда поместий. Известно, что отец Диспенсера носил имя Томас и что у Хью было двое братьев — старший, Томас, умерший в 1218 году, и младший, Джеффри, умерший в 1251 году. Возможно, его сестрой была Рохеза Диспенсер, жена Стефана де Сегрейва (умер в 1241 году), богатого землевладельца, юстициария Англии.
Источники содержат не очень много информации о Хью Диспенсере. Он был владельцем одиннадцати поместий — Лоборо, Бертон, Хугглскоут, Фриби и Арнесби в Лестершире, Парлингтон и Хиллэм в Йоркшире, Сибси и Окборо в Линкольншире, Рихол и Белмисторп в Ратленде. Арнесби и Лоборо он унаследовал от старшего брата, умершего бездетным (1218 год), Рихол и Белмисторп получил в период между 22 августа 1227 года и 23 июня 1233 года в результате различных дарений. Хью был главным шерифом Беркшира. Существовала тесная связь между ним и Ранульфом де Блондевилем, 4-м графом Честера. По предположению исследователя Дж. Р. Мэддикотта Хью был стюартом графа. Подпись Диспенсера в качестве свидетеля стоит в ряде актов графа Ранульфа в период между 1207 и 1217 годами.
В 1232 году Диспенсер участвовал в ремонте построенного ещё в III веке римлянами замка Порчестер. Он построил новые фортификационные сооружения — сторожевую башню и опускающуюся решетку на ворота. Кроме того, он отремонтировал стену и некоторые внутренние помещения.
Умер Хью Диспенсер в период между 23 февраля и 30 мая 1238 года. Наследовал его владения сын, тоже Хью.

## Брак и дети
В первичных источниках имя жены Хью не упоминается. В историографии существует предположение, что это была дочь Сэйра IV де Квинси, 1-го графа Уинчестера и Маргарет де Бомон. У Диспенсера было по крайней мере двое детей:
- Хью (до 1223 — 4 августа 1265), 1-й барон Диспенсер, юстициарий Англии в 1260—1261, 1263—1265 годах;
- Пернелл, жена Джефри ле Соваджа из Хинтса (умер до 4 ноября 1230)

Возможно, у Хью была ещё одна дочь, которая вышла замуж за сэра Роджера де Сен-Джона (умер 4 августа 1365)